# (32193) 2000 NK27
2000 NK27 (asteroide 32193) é um asteroide da cintura principal. Possui uma excentricidade de 0.18351190 e uma inclinação de 4.08559º.
Este asteroide foi descoberto no dia 4 de julho de 2000 por LONEOS em Anderson Mesa.